# نخ خاب
در صنعت فرش ، چه فرش دستباف و چه ماشینی، ساختمان فرش معمولاً از ساختاری به نام نخ خاب، تشکیل شده است. نخ خاب، در فرش های دستباف، همان نخ های رنگی است که استاد بافنده، با گره زدن به نخ های تار، آن ها در در محور عمود بر جهت تارهای فرش، مستقر می کند. اما در فرش های ماشینی، این گونه نخ ها، در یک درگیری بین نخ های تار و پود، و به صورت یو شکل، می ایستند و به وسیله ماده آهاری یا چسب، بعد از بافته شدن، مستحکم می شوند. نقش و طرحی که ما از رخ فرش های دستباف و ماشینی مشاهده می کنیم، در واقع، چیدمان منظم و هنرمندانه، همین نخ های خاب است. به زبان ساده تر نخ خاب فرش های ماشینی همان پرز های بلند فرش است که اغلب سبب نرمی و لطفات فرش می شود.

## انواع
- حلقه
- بریده نشده
- برش
- گره خورده
- تافته
- بافته شده
- طناب
- پیچ - پیچیدن